# Tongenworst

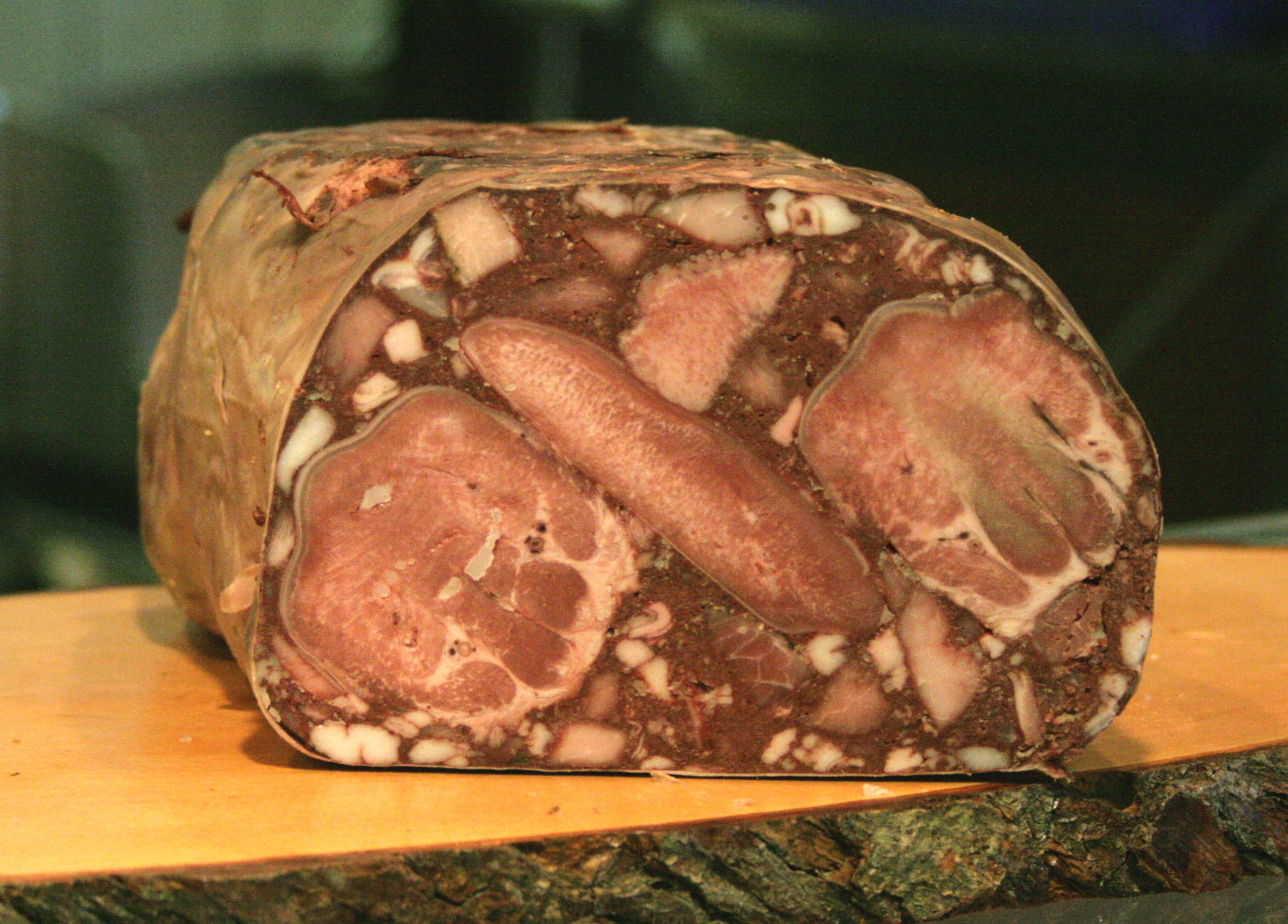
Tongenworst

Tongenworst behoort tot de vleeswaren, gemaakt van rundertong, spekjes en runderbloed zoals in bloedworst. Het wordt ook wel tongkaas  genoemd.

## Herkomst
Tongenworst is een worst die gemaakt wordt van de tong van runderen. Doordat het bloed uit de tong meegekookt kan worden bij het maken van de tongenworst, valt tongenworst onder de bloedworsten. De voedingswaarde per 100 gram van tongenworst is 261 kcal of 1081 kJ. Tijdens de BSE-crisis was tongenworst een van de risicovolle vleesproducten waarvan door het Nederlandse Ministerie van Volksgezondheid afgeraden werd om ze te eten.

## Scheepvaart
Binnen de scheepvaart werd tongenworst aan boord ook wel glas-in-lood-worst genoemd.